# Vaughan and Violins
Vaughan and Violins — студийный альбом американской певицы Сары Воан, выпущенный в 1958 году на лейбле Mercury Records. В роли аранжировщика и дирижёра выступил Куинси Джонс, и это было их первое сотрудничество.

## Отзывы критиков
| Оценки критиков               | Оценки критиков |
| Источник                      | Оценка          |
| ----------------------------- | --------------- |
| AllMusic                      | [ 1 ]           |
| Billboard                     | [ 2 ]           |
| Encyclopedia of Popular Music | ·               |

Дэйв Нейтан из AllMusic присудил альбому четыре с половиной звезды и написал, что «на этих сессиях Сара Воан предстаёт во всей своей великолепной красе. Могут быть претензии к переусердствованию или броскости. Но её вокальный набор и готовность использовать его драматично, а иногда и застенчиво, чтобы показать лучшее из всего, что она поёт, отметает подобную критику как необоснованную. Классическая стандартная или новая мелодия, она в полной мере владела вокальным искусством». Музыкальный критик Уилл Фридуолд заявил, что это один из лучших альбомов Воан для Mercury, отметив душераздирающую «Misty», одну из самых тонких и обаятельных баллад в её исполнении.

## Список композиций
1. «Please Be Kind» (Сэмми Кан, Сол Чаплин) — 3:15
2. «The Midnight Sun Will Never Set» (Доркас Кочран, Куинси Джонс, Анри Сальвадор) — 2:50
3. «Live for Love» (Поль Мисраки, Карл Сигман) — 3:23
4. «Misty» (Джонни Берк, Эрролл Гарнер) — 3:02
5. «I’m Lost» (Отис Рене) — 3:40
6. «Love Me» (Джон Леманн, Джон Льюис) — 3:12
7. «That’s All» (Алан Брандт, Боб Хеймс) — 3:31
8. «Day by Day» (Сэмми Кан, Аксель Стордаль, Пол Уэстон) — 3:10
9. «Gone with the Wind» (Герберт Мэджидсон, Элли Врубель) — 3:28
10. «I’ll Close My Eyes» (Бадди Кей, Билли Рид) — 3:40
11. «The Thrill Is Gone» (Лью Браун, Рэй Хендерсон) — 2:28

## Участники записи
- Аранжировка — Куинси Джонс (1—4)
- Вибрафон — Мишель Хауссер 1-7)
- Вокал — Сара Вон
- Гитара — Пьер Куллаз (1-7)
- Дирижёр — Куинси Джонс
- Контрабас — Ричард Дэвис
- Саксофон-альт — Марсель Граско (1—7)
- Саксофон-баритон — Джо Храско (1-7), Уильям Букайя (1-7)
- Саксофон-тенор — Зут Симс (1-7)
- Ударные — Кенни Кларк (1-7), Канзас Филд (8-11), Роджер Парабоски (8-11)
- Фортепиано — Роннел Брайт, Морис Вандер (8-11)